# Aegiphila caymanensis
Aegiphila caymanensis ist eine äußerst seltene Pflanzenart aus der Familie der Lippenblütler (Lamiaceae). Sie ist auf Grand Cayman, einer der Cayman Islands, endemisch.

## Merkmale
Aegiphila caymanensis ist ein verholzender, kletternder Strauch mit weichen, flaumigen Blättern. Die dünnen, weißen Zweige sind sehr dicht mit samtig-filzigen weißen, kurzen Härchen bedeckt, die im Alter spärlicher werden. Die Blattnarben sind erhaben. Die haarigen, kurzen Internodien sind 1,5 bis 3 cm lang. Die Laubblätter sind kreuzgegenständig. Die dünnen Blattstiele sind 5 bis 6 mm lang und samtig-filzig wie die Zweige behaart. Die Blattspreiten sind membranartig und auf beiden Flächen ähnlich gefärbt. Die Blattunterseite ist dicht mit winzigen, gelb glitzernden Drüsen bedeckt. Die länglich-lanzettlichen Blätter sind 6,5 bis 9 cm lang, 2,8 bis 3,5 cm breit, an der Spitze spitz oder zugespitzt, ganzrandig und am Blattgrund spitz.
Die Blattflächen sind beidseitig rau, oft sehr ausgeprägt und an den Rändern bewimpert. Die Mittelrippe ist schmal, unten hervorstehend, mehr oder weniger behaart oder schließlich nur rau. 
Die wenigen, schmalen Nebenadern gehen von der Mittelrippe in fünf Paaren aus und sind auf beiden Blattflächen kaum unterscheidbar. Die feine Nervatur ist undeutlich. Die Trugdolden sind endständig, locker spreizend, achselständig oder oft an kurzen achselständigen oder subterminalen Zweigen endend, und haben wenige Einzelblüten. Die sehr schmalen Vorblätter sind gefiedert und durchgehend locker. Die sehr dünnen, behaarten Blütenstandsstiele sind bis 24 mm lang, an reinen achselständigen Trugdolden bis 4 mm verkürzt. Die fadenförmigen, behaarten Blütenstiele sind 6 bis 9 mm lang. Die großen, blattartigen Tragblätter sind länglich-lanzettlich. 
Die weiße Blumenkrone ist cremefarben verwaschen. Der Kelch ist kreiselförmig, circa 4,1 mm lang und 3,1 mm breit, rau oder körnig-porös, sein Rand nahezu stumpf, mit vier feinen, winzigen Spitzen. Die Blütenkrone ist trichterförmig, ihre Röhre zylindrisch. Sie ist ungefähr 13,5 mm lang und rau. Ihre vier Lappen sind länglich-zungenförmig, spitz, etwa 5,2 mm lang und 2 mm breit. 
Die vier Staubblätter, die etwa 2 mm unterhalb der Mündung der Kronröhre sitzen, sind in der männlichen Blüte vorstehend. Die fadenförmigen, rauen Staubfäden sind 3,1 bis 3,8 mm lang. Die länglichen Staubbeutel sind etwa 1,5 mm lang und 0,9 mm breit. Der Stempel ist bei der männlichen Blüte hervorstehend. Der haarförmige, kahle Griffel ist etwa 3,1 mm lang. Die Narbe ist gegabelt und hatte etwa 4,6 mm lange Äste. Der Fruchtknoten ist halbkugelig, glatt und vierzellig. Der Fruchtkelch ist vergrößert und verhärtet, flach becher- oder kniescheibenförmig, etwa 2,5 mm lang und 7 mm breit, kahl und umgibt sehr locker und lose die raue, längliche Frucht, die etwa 7 mm lang und 5 mm breit ist.

## Systematik und Nomenklatur
Der Holotypus von Aegiphila caymanensis wurde im Februar 1891 von Albert Spear Hitchcock auf Grand Cayman gesammelt und 1933 von Harold Norman Moldenke als neue Art in der Familie Verbenaceae beschrieben. Dieses Exemplar befindet sich im Herbarium des Missouri Botanical Garden in St. Louis.
In der Vergangenheit gab es einige Diskussionen über die korrekte Identität von Aegiphila caymanensis, die auf Grand Cayman mit einem Exemplar mit der bei Spotts vorkommenden Kletterpflanze Aegiphila elata und einer anderen Aegiphila-Art verwechselt wurde, die in der Region Lower Valley vorkommt. Genetische Analysen bestätigten die taxonomische Identität der überlebenden Exemplare von Aegiphila caymanensis als einzigartige endemische Art auf Grand Cayman, die sich deutlich von den regional verbreiteten Arten A. elata und A. martinicensis unterscheidet. Aufgrund ihrer extremen Seltenheit hat Aegiphila caymanensis nie einen einheimischen Trivialnamen erhalten.

## Ökologie und Lebensraum
Aegiphila caymanensis wächst als Liane in trockenen Wäldern und windet sich mit ihren langen, dünnen Ästen in die Baumkronen empor. Die bekannten Exemplare deuten darauf hin, dass die Art auf Karstfelsen sowie auf roten und sandigen Böden wurzelt und in anthropogenen Lichtungen überleben kann. Die Art ist offenbar dichogam, das heißt sie produziert männliche und weibliche Blüten zu unterschiedlichen Zeiten, wobei entweder zuerst männliche oder zuerst weibliche Blüten auftreten.
Die Samen dieser Art sind sehr widerstandsfähig und keimen nur schwer, was die Vermehrung einer genetisch vielfältigen Kultivation zum Zwecke der Erhaltungszucht erschwert. Die klonale Vermehrung von Individuen durch Stecklinge erweist sich ebenfalls als technisch schwierig, ist aber möglich.

## Gefährdung und Schutz
Nach der Entdeckung von Aegiphila caymanensis im Jahr 1891 dauerte es bis 1979, bis die Art erneut gesammelt wurde. Anschließend galt sie sogar als ausgestorben, bis sie im Februar 2005 im Jasmine Lane Forest bei Spotts von Ann Stafford wiederentdeckt wurde. Im Juli 2006 entdeckte Stafford ein weiteres Exemplar im Lower Valley Forest. Beide Exemplare wurden über einen längeren Zeitraum von Stafford dokumentiert. Das Exemplar im Lower Valley Forest wurde im August 2015 durch eine Planierraupe zerstört. 
Seit dem Jahr 2021 ist Aegiphila caymanensis von drei Standorten bekannt, die insgesamt vierzehn Exemplare umfassen. Zwei Exemplare überleben in einem gerodeten Trockenwald in East End, und zehn Exemplare kommen auf ehemaligem Farmland in der Nähe eines Trockenwaldrückens in North Side vor. Die beiden anderen bekannten Exemplare befinden sich in West Bay, an der Conch Point Road, in der Nähe eines Trockenwaldstücks.  
Da Aegiphila caymanensis in höheren Lagen vorkommt, ist die Art zwar nicht unmittelbar durch den Anstieg des Meeresspiegels bedroht, doch gehören andere direkte und indirekte Auswirkungen des Klimawandels sowie gebietsfremde invasive Pflanzenschädlinge zu den potenziellen Bedrohungen, die zu einem Aussterben dieser Art führen könnten.